# Castell de Bestracà
El castell de Bestracà és un edifici en ruïnes al despoblat del mateix nom, al municipi de Camprodon (Ripollès), declarat bé cultural d'interès nacional. Està situat al cim de la carena de la muntanya de Bestracà, des d'on es domina una impressionant vista sobre la Garrotxa. A la banda de tramuntana es veu tota la vall de Beget fins a Bolòs i Rocabruna.

## Història
El lloc és documentat el 977, i possiblement, el castell fou bastit durant el segle xi. A partir de l'any 1000 apareix Bernat de Bestracà, que podria ser uns dels primers castlans, esmentat en una sentència del «Liber feudorum maior». Bernat de Bestracà (1010) va prendre part en una expedició catalana a Còrdova, juntament amb el comte Bernat Tallaferro del Besalú.
A partir del segle xii es pot establir ja una llista dels senyors de Bestracà. L'any 1117, Ramon Arnau de Bestracà, testimoni en una donació feta pel comte de Barcelona. Un altre Bernat de Bestracà (Bernardus de Bestracano), pare de Gilabert i Bernat, apareix en documents datats l'any 1138 i 1175, fent donació d'un mas que tenia a les terres de Palera, al monestir de Santa Maria de Besalú. Gilabert substituí el seu pare el 1175 i fou substituït, del 1184 al 1237, per la seva filla Alamanda, que es casà amb Arnau de Sales. El castell de Bestracà, juntament amb el de Rives l'heretà la filla tercera d'Alamanda, Agnès, casada amb Arnau de Cartellà. De 1248 a 1261 fou senyor Bernat Vidal, marit d'una filla o neta d'Agnès. A partir d'aquest moment i fins al 1365 hi ha poques notícies.
Gerarda de Bestracà es va casar o va deixar en donació o testament a la noble família rossellonesa de Blau la seva baronia de Bestracà. La propietat de la família Blau consta en el fogatjament dels anys 1365-1670. Pere Blau fou conseller del rei Pere el Cerimoniós i procurador de l'infant Joan. Els Blau, més interessats a participar en expedicions dels catalans a la Mediterrània que en establir-se en terra ferma, vengueren el castell i les seves possessions a la família Barutell (abans de 1415), senyors que van fer llargues estades al castell fins al seu definitiu trasllat a la nova casa forta que feren bastir prop del poble d'Oix.

### Abandonament
Alguns autors creuen que les construccions de la muntanya de Bestracà foren abandonades ran del terratrèmol de l'any 1428. No obstant això, sembla més probable que l'abandonament es produís després de l'atac remença de 1462. Es creu que els Barutell decidiren edificar a Oix la seva nova residència, on hi havia més seguretat i les condicions de vida no eren tan feixugues.
Montsalvatge transcriu l'assalt dels remences descrit per Beatriu de Cruïlles: 
...los dits pagesos en nombre de XX o XXV, són anats a la casa de mossèn Berenguer Barutell, senyor de la Baronia de Bestracà e li son entrats en la casa prenent lo dit mossen Barutell, maten-li una cadena per lo coll, stacant-lo aquí axí com un presoner dins la sua casa mateixa. /.../ li son entrats en la cambra hora que la senyora sa muller no era levada fahents en la dita cambra moltes arramiments (reptes) contra ella de ballestes parades e altres diverses armes e la faheren exir de la cambra ella e tots sos enfants. E après li han portat tots los béns que tenia en la casa, axí robes de vestir com mobles de la casa que portar-se han pogut...

## Descripció
Al nord-oest hi ha una construcció considerada una cisterna de 2,20 m per 6 m. Feta amb carreus ben escairats. A l'est d'aquest àmbit hi ha un altre mur, fet amb pedres més mal treballades, d'una amplada de 2 m i que devia ser la paret occidental del cos central del castell que feia uns 7,6 m de llarg per 5,4 m d'ample. A l'angle nord-est d'aquesta construcció encara s'endevina un contrafort. Més cap a llevant hi havia un altre edifici.
A tramuntana, el castell era protegit per un fort estimball; a la banda meridional la paret és també força rosta. A ponent, un costat feble, hi havia un vall i més enllà una muralla de 43 m de longitud total, amb un reforç de 7 m a la part central. Aquest mur, el recinte jussà, sembla inacabat per la part meridional, ja que no es detecten ni els basaments. A llevant també hi havia una vall de 3 m d'ample després del qual s'alçava una construcció rectangular de 6 m de llarg per 2,90 d'ample i un gruix del mur de 0,95 a 1 m. Els carreus d'aquesta paret són només escalabornats.
Un centenar de metres més enllà hi ha restes d'una altra construcció de planta allargada de la qual només es conserven unes quantes filades de la cara meridional. Sembla ser una obra avançada de guaita del castell, situada al cim d'una cresta rocosa, que el protegiria per la part de llevant.
Sembla que aquest castell mai va tenir una excessiva importància i la seva jurisdicció era molt petita, tan sols comprenia part de les terres que avui formen els municipis de Beget i Oix.